# 國立恆春高級工商職業學校
國立恆春高級工商職業學校（英語：National Heng-Chun Industrial & Commercial Vocational High School），簡稱為恆春工商、恆商，是一所位於臺灣省屏東縣恆春鎮的國立高級中等學校，是臺灣最南端的高中。

## 簡介
該校源於屏東縣立恆春中學（現址為屏東縣立恆春國民中學），1955年九月台灣省政府教育廳命屏東縣立恆春初級中學（今屏東縣立恆春國民中學）於原校增設高中部一班，為首屆縣立高中伊始。民國44年(1955)招收高中部新生，47年(1958)第一屆畢業生僅24名，當時高中部招生至56學年度，前後十三屆的畢業生約六、七百名。
民國57年(1968)臺灣省政府為配合中央實施九年國民教育之推動，全省增設11所高中，恆春工商為屏東縣唯一增設之高中；當年二月，由省立潮州高中校長童家駒先生籌備臺灣省立恆春高級中學，辦事處設於潮州高中，收購土地八甲興建校舍；同年八月學校遷現址（恆南路38號），並奉准掛牌名「臺灣省立恆春高級中學」，臺灣省政府教育廳派李鳳書先生任首任遷校校長。

## 歷任校長

### 改制後
- 1968年：首任校長李鳳書先生。
- 1977年：第二任校長曾建順先生。
- 1982年：第三任校長張振業先生。
- 1986年：第四任校長丁履準先生。
- 1991年：第五任校長陳芳良先生。
- 1994年：第六任校長林耕年先生。
- 1996年：第七任校長邱連治先生。
- 2004年：第八任校長李恆霖先生。
- 2012年：第九任校長陳琨義先生。
- 2018年：第十任校長蔡俊彥先生。

## 教學單位
- 普通科
- 電機科
- 電子科
- 餐飲管理科
- 資料處理科 （页面存档备份，存于）
- 觀光科
- 資訊科
- 餐飲技術科
- 綜合職能科

## 外部連結
- 國立恆春工商網站（繁體中文）